# Dolmen du Bois du Feu
Le dolmen du Bois du Feu est situé à Saint-Hilaire-Saint-Florent, dans le département français de Maine-et-Loire.

## Description
Le dolmen a longtemps été utilisé comme maison et il en demeure un muret de maçonnerie. La chambre et l'antichambre sont séparées par une cloison constituée d'une seule dalle. Cette dalle comporte un polissoir vertical sur la tranche et une longue cuvette polie peu profonde. Un dessin de J-F. Bodin de 1812 montre que l'angle sud-ouest du dolmen était déjà démoli à cette époque.